# Vojenský rozkaz

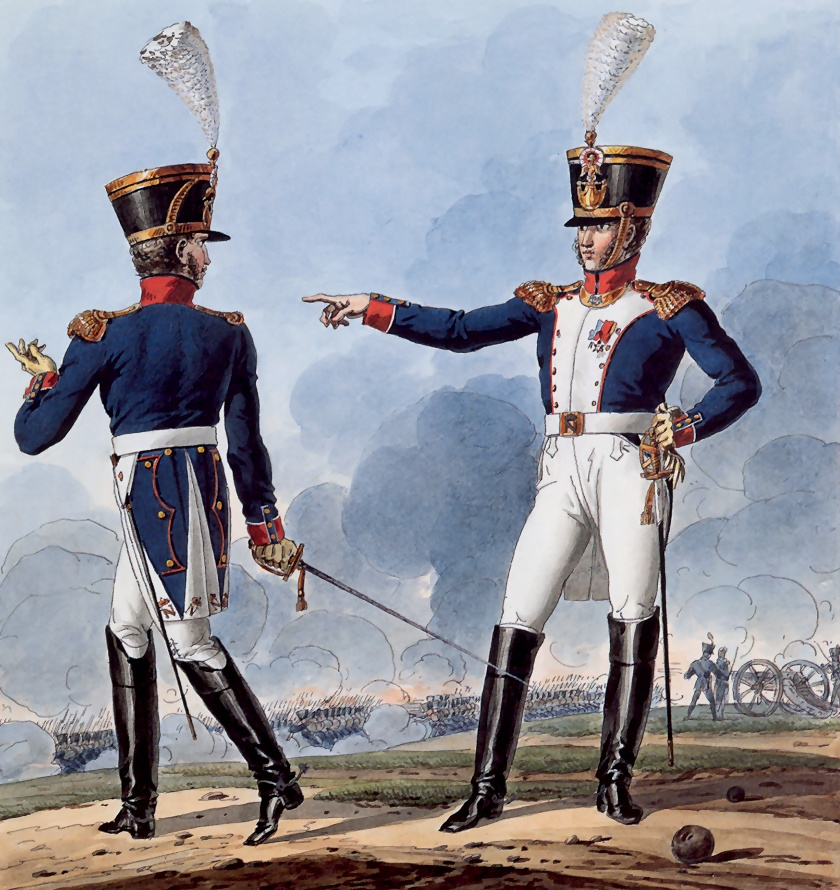
Voják dává vojenský rozkaz

Vojenský rozkaz, případně také vojenský povel, je příkaz nadřízeného vojáka vůči vojákovi podřízenému, který má zvláštní povahu a je kvalitativně jiným projevem velitelské vůle, než jsou obvyklé příkazy, pokyny nebo požadavky. Ukládá se jím konkrétní povinnost něco vykonat nebo se naopak nějakého chování zdržet. Jeho funkcí je bezprostřední realizace úkolů ozbrojených sil, tj. bojové a výcvikové činnosti, bojové připravenosti, vnitřní organizovanosti a činnosti vojenské správy.

## Neuposlechnutí rozkazu
Neuposlechnutí vojenského rozkazu je trestným činem, za který hrozí trest odnětí svobody v základní sazbě až na pět let. I jen jeho příprava je trestná a kvalifikované skutkové podstaty přichází do úvahy tehdy, pokud je např. spáchán ve skupině, se zbraní nebo za bojové situace. Neuposlechnout rozkaz lze i z nedbalosti, pokud tím dojde ke zmaření nebo podstatnému ztížení splnění důležitého služebního úkolu, a pak v základní sazbě hrozí až jeden rok odnětí svobody.